# Internationale Afghanistan-conferentie te Bonn in 2001
In 2001 werd nabij de Duitse stad Bonn de Internationale Afghanistan-conferentie gehouden, die de eerste van een reeks internationale beraadslagingen zou zijn die werden gehouden over de toekomst van Afghanistan. Doel daarvan was de politieke en economische wederopbouw van het land te coördineren na (toen) ruim 23 jaar oorlog en de verdrijving van het Taliban-regime, waarmee inmiddels begonnen was door de Operation Enduring Freedom en die kort daarop voltooid werd.
De besprekingen zouden aanvankelijk in Berlijn worden gehouden, doch ze werden uit veiligheidsoverwegingen verplaatst naar een hotelkasteeltje op de Petersberg in Königswinter langs de Rijn nabij Bonn.
Deze conferentie vond na enig uitstel plaats van 27 november tot en met 5 december 2001. Er namen vier delegaties van diverse Afghaanse groeperingen deel met totaal 28 afgevaardigden.

## Betekenis
De conferentie, die werd geleid door de VN-gezant Lakhdar Brahimi, de vroegere Algerijnse minister van Buitenlandse Zaken, resulteerde in het "Petersberger akkoord" (officieel: Agreement on Provisional Arrangements in Afghanistan Pending the Re-establishment of Permament Government Institutions), dat voorzag in een stapsgewijze machtsoverdracht aan een democratisch bewind na de verdrijving van de Taliban. Met dit akkoord werd de VN-organisatie United Nations Assistance Mission in Afghanistan (UNAMA) in het leven geroepen en het zogeheten "Petersberg-proces" in gang gezet, dat zou moeten leiden tot democratisering en een beëindiging van de gewelddadigheden.
Gesproken werd ook over de vraag of er een internationale vredesmacht in Afghanistan moest komen. Afgevaardigden van de Noordelijke Alliantie keerden zich daartegen. Andere deelnemers waren er juist voor, uit vrees dat de Alliantie anders te veel macht zou krijgen.
De Noordelijke Alliantie wilde een geheel uit Afghanen samengestelde vredesmacht. "Afghanen van alle etnische groepen", aldus Qanooni, die het bijvoeglijk naamwoord "noordelijke" voor zijn organisatie verwierp als een buitenlands etiket: "Wij heten Verenigd Front en vertegenwoordigen ook het zuiden, oosten en westen van het land".

## Aanwezigen
De Afghaanse vertegenwoordigers op de conferentie vormden een bont gezelschap, dat uiteenliep van de schoonzoon van ex-koning Zahir Shah tot de schoonzoon van de krijgsheer Gulbuddin Hekmatyar.
Er waren diverse fracties te onderscheiden. Allereerst was er een delegatie van 11 afgevaardigden van de Noordelijke Alliantie, die onder andere etnische Tadzjieken, Oezbeken en Hazara vertegenwoordigde. Deze delegatie werd geleid door Younus Qanooni, minister van Binnenlandse Zaken in de regering van president Burhanuddin Rabbani en de latere voorzitter van het Afghaans parlement. Hij stond bekend als een trouwe bondgenoot van de vermoorde militaire leider van de Alliantie, "commander" Massoud.
Verder was er de "Rome-groep", die bestond uit elf monarchisten die optraden namens ex-koning Zahir Shah die in ballingschap in Rome verbleef, en een delegatie van drie man die bekendstond als de "Cyprus-groep", die was samengesteld uit Afghaanse vluchtelingen die werden gesteund door Iran. Deze groep hield eerder bijeenkomsten op Cyprus. Leider hiervan was Humayun Jareer, een schoonzoon van krijgsheer en oud-premier Gulbuddin Hekmatyar die in Iran verbleef.
De vierde groep was de "Peshawar-groep", een drietal Pasjtoens uit Afghanistan, gesteund door Pakistan.

## Achtergrond
In november 2001 was de Noordelijke Alliantie in Afghanistan akkoord gegaan met een VN-conferentie, die in Bonn zou plaatsvinden over een overgangsregering in het land. De nieuwe Alliantieleider en vroegere Afghaanse president Burhanuddin Rabbani billijkte dat de eerste vergadering in het buitenland gehouden zou worden, maar bedong dat die slechts "symbolisch" zou zijn en dat de echte besprekingen in de Afghaanse hoofdstad Kabul zouden moeten plaatsvinden.
De speciale VN-gezant voor Afghanistan Lakhdar Brahimi moest de conferentie leiden, met medewerking van zijn speciale gezant voor Kaboel, de Spanjaard Francesc Vendrell. Brahimi stelde dat de conferentie een week zou moeten duren, en dat er een Afghaanse overgangsregering moest worden gevormd die twee jaar zou zitten. Hij achtte dat geloofwaardiger dan een die zou gaan worden geleid door "geparachuteerde VN-functionarissen". Die regering zou ook gesteund moeten worden door een "multinationale vredesmacht" en na die overgangsperiode van twee jaar zou er een brede regering moeten worden gerealiseerd, waarin alle Afghaanse etnische groepen vertegenwoordigd zouden zijn.
Van de Alliantiedelegatie maakten ook enkele Pathanen deel uit, met veertig procent de grootste bevolkingsgroep in Afghanistan en tevens de groep waaronder de Taliban aanhang genoot. Of deze Pasjtoens konden optreden als vertegenwoordigers voor de Pasjtoen werd betwijfeld. De verbannen Afghaanse ex-koning Mohammed Zahir Shah (87), zelf een Pasjtoen, liet via een woordvoerder vanuit Rome weten dat hij een delegatie van ongeveer twaalf leden, onder wie ook twee vrouwen, zou zenden, geleid door zijn adviseur Abdoel Sattar Sirat. De laatste stelde dat de onttroonde koning zelfs zonder lijfelijk aanwezig te zijn een matigende en bindende rol zou kunnen spelen bij de besprekingen in Bonn.

## Onderhandelingen vanaf 27 november 2001
De Noordelijke Alliantie liet tijdens de conferentie de bezwaren varen die ze had geuit tegen een multinationale vredesmacht. Daarmee leek een belangrijk obstakel voor de vorming van een overgangsregering te zijn overwonnen.
Haji Abdul Qadir, de gouverneur van de oostelijke provincie Nangarhar en een van de belangrijkste Pasjtoen-leiders op de conferentie, stapte op 30 november 2009 op, uit onvrede met de rol die leek te worden toebedeeld aan "zijn" bevolkingsgroep in de geplande overgangsregering. Zijn vertrek betekende een grote tegenslag, want een overgangsregering zou moeilijk eenheid tot stand kunnen brengen indien een van de belangrijkste gebieden niet zou zijn vertegenwoordigd. Een gebied in Nagarhar werd ook gezien als de mogelijke verblijfplaats van Osama bin Laden. Qadir zou overigens in juli 2002, toen hij vicepresident was, in Afghanistan worden vermoord.
Voorgesteld werd een commissie die een interim-parlement moest samenstellen. In 2002 zou dan een Loya Jirga, een vergadering van tribale, etnische en religieuze leiders, een overgangsregering moeten vormen, in 2004 gevolgd door democratische verkiezingen.
Vervolgens ontstond er onenigheid tussen de delegatie van de Noordelijke Alliantie in Bonn en de thuisgebleven leider Rabbani. De onderhandelaars in Bonn hadden al toegezegd te zullen komen met kandidaten voor de voorlopige regering. Vanuit Kaboel wilde Rabbani dit verhinderen. Volgens hem moest de interim-regering worden samengesteld in Afghanistan zelf en niet in het buitenland. Ook betreurde hij dat zijn onderhandelaars waren gezwicht op het punt van een internationale vredesmacht. Slechts tweehonderd buitenlandse waarnemers zouden volgens hem wel voldoende zijn. De onderhandelaars van de Alliantie overwogen hun afwezige leider te negeren.
De delegaties werden het stap voor stap grotendeels eens over het raamwerk voor een nieuw bestuur voor Afghanistan, op basis van de ontwerptekst van de Verenigde Naties. In deze tekst was onder meer sprake van de vorming van een interim-bestuur van maximaal dertig leden, dat zes maanden zou aanblijven, en een onafhankelijke raad van oudsten. De raad zou over een half jaar een Loja Jirga voorbereiden, een traditionele grote vergadering van alle prominente Afghaanse leiders.
In het ontwerpplan hadden de VN voorgesteld die vergadering door ex-koning Zahir Sjah te laten bijeenroepen. Deze Loja Jirga zou vervolgens een overgangsregering moeten kiezen, die twee jaar moest aanblijven en zou gaan werken aan een democratische grondwet en vrije verkiezingen. Het plan voor een interim-parlement was inmiddels uit de ontwerptekst geschrapt, omdat dit punt het onderhandelingsproces te veel zou vertragen.
Uiteindelijk was men het erover eens dat er een interim-regering moest komen, vermoedelijk onder leiding van Abdul Sattar Sirat, een Afghaanse vluchteling in Duitsland, die onder ex-koning Zahir Shah minister van Justitie was geweest. Hij was door de Noordelijke Alliantie en de "Rome-groep" naar voren geschoven. De vorst zelf had de post geweigerd.
Zahir Shah zou nu voorzitter kunnen worden van de onafhankelijke commissie, die binnen zes maanden de beoogde spoedvergadering zou beleggen van de Loya Jirga, die dan een overgangsregering moest kiezen, die het land vervolgens anderhalf jaar zou gaan besturen.
In die tijd zou een grondwetgevende Loya Jirga ook een nieuwe constitutie moeten gaan opstellen. Voorlopig zou Afghanistan terugkeren naar de grondwet van 1964, behalve dan dat niet de monarchie zou worden hersteld.

## Doorbraak op 4/5 december 2001
Een verzoek om opschorting van het overleg werd door de VN bot geweigerd, met als drukmiddel de waarschuwing dat Afghanistan internationale hulp wel kon vergeten indien op de Petersberg geen overeenstemming zou worden bereikt. Dit zou overigens van de kant van de VN blufpoker zijn geweest: volgens waarnemers zouden meerdere donor- en buurlanden hun Afghaanse vrienden toch wel hebben geholpen.
Op 4 december 2001 werd een "doorbraak" in de moeizame onderhandelingen gemeld. Men was het eens geworden over "een blauwdruk" van de beoogde brede overgangsregering. Duidelijk werd dat de Veiligheidsraad van de VN toch zou worden gevraagd een internationale vredesmacht samen te stellen die moet waken over de veiligheid in Kabul en omliggende gebieden, waarvan de Noordelijke Alliantie zich aanvankelijk tegenstander had betoond.
De groeperingen waren op dat moment nog steeds in onderhandeling over de vraag wie aan het hoofd van de overgangsregering zou moeten komen te staan. De delegaties wilden dat de voormalige president van Afghanistan, Burhanuddin Rabbani, zijn macht zou overdragen aan de nieuwe overgangsregering.
Evenmin was aanvankelijk duidelijk wie welke posten in de overgangsregering zou gaan bekleden. De delegatie van ex-koning Zahir Shah, die volgens het akkoord de nieuwe regeringsleider zou leveren, had daarvoor de Pasjtoen Karzai voorgedragen. Verwacht werd dat ex-koning Zahir Shah in de te vormen Loya Jirga zitting zou nemen en deze raad wellicht zelfs zou gaan voorzitten. De Noordelijke Alliantie mocht de ministers van Defensie, Binnenlandse Zaken en Buitenlandse Zaken benoemen. Deze interim-regering zou zes maanden aanblijven en uit 29 bewindslieden bestaan.
De bereikte doorbraak zou voor een belangrijk deel te danken zijn aan de Duitse minister van Buitenlandse Zaken Fischer. Hij had persoonlijk contact opgenomen met de leider van de Noordelijk Alliantie, Burhannudin Rabbani, die formeel nog altijd president was van Afghanistan. Ongeveer een uur daarna gaf Rabbani de lijst van de Alliantie met mogelijke kandidaten voor de interim-regering vrij.
Op de ochtend van 5 december 2001 werd na een nacht zonder slaap door vier delegaties het akkoord ondertekend dat voorzag in de nieuwe interim-regering voor Afghanistan, met een mandaat voor zes maanden. In de tussentijd zou Mohammed Zahir Shah een Loya Jirga bijeenroepen, waar een nieuwe staatsvorm zou moeten worden gevonden. Het interim-kabinet weerspiegelde de krachtsverhouding van het moment. Onder internationale druk accepteerde de Noordelijke Alliantie Karzai als leider van het voorlopige bewind, die zich op dat moment aan het front bij Kandahar bevond. Zelf zou de Alliantie de sleutelministeries op het gebied van de binnenlandse veiligheid en de buitenlandse betrekkingen bezetten.
Duidelijk werd dat een nieuwe generatie politici de dienst zou gaan uitmaken. De naam van de officiële president Rabbani werd op de conferentie in Bonn nauwelijks meer genoemd. De problemen binnen de delegatie van de Noordelijke Alliantie zouden grotendeels zijn toe te schrijven aan een generatieconflict binnen de Jamiaat-i-Islami, de oude Tadzjiekse Moedjahedienpartij van president Rabbani en de legendarische commandant Massoud, die op 8 september 2001 werd vermoord.
Rabbani had tijdens de conferentie telkens als stoorzender opgetreden. Hij had het niet nodig gevonden de conferentie zelf bij te wonen, maar toen deze eenmaal begonnen was, en toen hij merkte hoezeer daar resultaten werden bereikt, begon hij de afspraken te frustreren. Gesteund door de Amerikaanse bombardementen in Afghanistan en de inname van Kabul had Qanooni een goede positie verworven voor het gevecht om de macht na de verdrijving van de Taliban.
Drie mannen belichaamden de nieuwe generatie in de Jamiaat-i-Islami: Abdullah Abdullah (minister van Buitenlandse Zaken in de regering van Rabbani), Qanooni (Binnenlandse Zaken) en Mohammad Fahim (Defensie).
Het was Qanooni die het telefonische gevecht met Rabbani aanging. En won, met beslissende steun van de Verenigde Naties en de landen die bij het "Afghanistan-spel" betrokken waren.

## Trivia
- De locatie van de conferentie, het Petersberg Hotel, is een historische plek. Het hotel was in 1912 een gezondheidsoord geworden, in handen van de familie die eau de cologne op de markt bracht. De Britse premier Chamberlain verzocht daar in 1938 aan Hitler geen troepen te sturen naar Sudetenland. Na de Tweede Wereldoorlog maakten de geallieerden het tot hun hoofdkantoor. Daarna gebruikte het West-Duitse ministerie van Buitenlandse Zaken het kasteelhotel als logeerplaats voor buitenlandse diplomaten en regeringsleiders. Brezjnev zou er in 1973 op de oprijlaan een van Willy Brandt cadeau gekregen Mercedes total loss hebben gereden en kort voor de Afghanistan-conferentie vonden er ook onderhandelingen plaats over vrede in Kosovo.[20][21]